# Francisco José Viegas
Francisco José Pereira de Almeida Viegas GOM (Pocinho, Vila Nova de Foz Coa, Vila Nova de Foz Coa, 14 de março de 1962) é um jornalista, escritor e editor português.

## Biografia
Viveu até aos oito anos nas aldeias de Pocinho (hoje a última paragem ferroviária do Douro), e de Cedovim, e mudou-se para Chaves quando os pais foram ali colocados como professores do Ensino Primário. Na Faculdade de Ciências Sociais e Humanas da Universidade Nova de Lisboa obteve em 1983 a sua licenciatura em Línguas e Literaturas Modernas, variante de Estudos Portugueses. Terminado o curso, enveredou pelo jornalismo, mas também foi assistente de Linguística, na Escola de Ciências Sociais da Universidade de Évora, até 1987.
Ao longo da sua carreira como jornalista, Francisco José Viegas colaborou em numerosos títulos da imprensa portuguesa — Jornal de Letras, Expresso, Semanário, O Liberal, O Jornal, Se7e, Diário de Notícias, O Independente, Record, Visão, Notícias Magazine, Elle, Volta ao Mundo e Oceanos; foi diretor das revistas Ler e Grande Reportagem, bem como da Gazeta dos Desportos, além de editor da revista Oceanos.
Também teve uma presença regular na televisão — foi autor e apresentador dos programas Escrita em Dia (SIC), Falatório (RTP2), Ler Para Crer (RTP2), Prazeres (RTP1), Um Café no Majestic (RTP2), Primeira Página (RTP1), Livro Aberto (RTP-N), Nada de Cultura (TVI24), sendo em seguida um dos elementos fixos do programa A Torto e a Direito na TVI24. É comentador regular na CMTV e, desde 2008, colunista diário do Correio da Manhã. Na rádio, tendo sido comentador da TSF, apresentou a versão radiofónica de Escrita em Dia, na Antena 1.
Além do jornalismo, Francisco José Viegas ocupa um lugar entre os autores da literatura portuguesa de finais do século XX e inícios do século XXI, tendo publicado obras de poesia, romance, conto, uma peça de teatro e relatos de viagens. De resto, a sua obra está publicada noutros países, na Europa e na América Latina, Brasil, França, República Checa, Sérvia, Alemanha, Itália e Colômbia. O seu romance policial Longe de Manaus (2005) valeu-lhe o Grande Prémio de Romance e Novela da Associação Portuguesa de Escritores, e A Luz de Pequim (2019) foi premiado com o Prémio Fernando Namora e com o Prémio Pen Clube de Narrativa. A sua série de romances policiais (iniciada com Crime em Ponta Delgada) consagrou o detective Jaime Ramos como investigador e personagem principal dos seus livros (desde Morte no Estádio, de 1991).
É autor do blogue A Origem das Espécies. 
Como editor, é diretor da Quetzal. 
Teve responsabilidades públicas como diretor da Casa Fernando Pessoa, cargo que lhe atribuiu o antigo Presidente da Câmara de Lisboa, António Carmona Rodrigues, em 2006. Em 2008 deixou essa função para regressar à direcção da revista Ler, onde se manteve até 2011. Neste ano iniciou um caminho na política, que o levaria ao governo de Pedro Passos Coelho, mas demitiu-se no ano seguinte, em 2012.  
Precisamente em 2011 — e na sequências das eleições legislativas de junho desse ano —, Francisco José Viegas foi eleito deputado pelo Partido Social Democrata — apesar de não ser militante deste partido — pelo círculo de Bragança. Logo de seguida foi nomeado Secretário de Estado da Cultura do XIX Governo Constitucional órgão que, desde Manuel Maria Carrilho, tinha tido o grau político de Ministro. Questionado pelo Correio da Manhã sobre a nova orgânica respondeu: "Isso" [o fim do Ministério da Cultura] "baseia-se num preconceito ideológico e é muito difícil perdê-lo. A Secretaria de Estado tem mais duas centésimas do total do Orçamento do que o Ministério tinha, mas isso não acham significativo". Em 25 de outubro de 2012, porém, foi noticiada a saída de Francisco José Viegas do governo, a seu pedido, e por "razões graves de saúde".
Em fevereiro de 2013 espoletou uma polémica ao publicar um texto no seu blogue, A Origem das Espécies, onde criticava severamente a intenção de multar quem não pedisse faturas detalhadas.
Homem religioso, abandonou o catolicismo da sua tradição familiar e aproximou-se do judaísmo, religião dos seus antepassados, numerosos em Vila Nova de Foz Côa.

### Condecorações
- Grande-Oficial da Ordem do Mérito, a 10 de Junho de 2009.[7]

## Mudanças de opinião sobre a Barragem do Tua
Antes de ser nomeado Secretário de Estado da Cultura do XIX Governo Constitucional, Francisco José Viegas mostrava-se contrário ao projecto da Barragem do Tua,[carece de fontes?] expressando na comunicação social essa sua opinião: "Mas o caso da Linha do Tua evoca tragédias recentes; mais do que tragédias evoca o isolamento da região.[...] Um resto de dignidade e de memória devia fazer-nos correr até onde o último comboio regional ainda corre - para o defender.[...] Por isso, defender o último comboio regional, seja onde for, é combater este país abjecto que destruiu a nossa paisagem, a nossa memória e a geografia do tempo".
Porém, questionado sobre a sua posição em relação a este problema, incluindo a possibilidade de o Vale do Douro ser colocado na lista de património mundial em perigo, o secretário de Estado da Cultura foi taxativo: "A única coisa que o Governo não admite é perder a classificação". Em 2012-10-12 a UNESCO deliberou sobre a questão, tendo concluído que a construção da barragem de Foz Tua não põe em risco a classificação do Alto Douro Vinhateiro como Património Mundial.

## Declarações polémicas
Perante a intenção do Governo, ao qual pertenceu, de multar todo e qualquer consumidor que não pedisse fatura, escreveu, no seu blogue e em carta aberta, que caso lhe solicitassem fatura ou o inquirissem sobre tê-la requerido, iria mandar os fiscais das finanças "tomar no cu".

## Obras
| - O Verão e Depois (1978) - Fascínio da Monotonia (1982) - Olhos de Água (1983) - Paisagens, Caligrafias (1983) - As imagens (1987) - Todas as coisas (1988) - Poemas (1988) - O Medo do Inverno Seguido de Poemas Irlandeses (1994) - Metade da Vida (2002) [Antologia, 2.ª edição revista pelo autor, 2004] - O Puro e o Impuro (2003) - Se me Comovesse o Amor (2008) - Juncos à Beira do Caminho (2018) - Deixar um Verso a Meio (2019) [Antologia; obra completa, incluindo os inéditos de Rosas de Chaoyang] - Nas Margens de um Rio (1987) - Comboios Portugueses (1988) - O Voo dos Anjos (1995) - Tão Longe Quanto os Homens (2010) - O Segundo Marinheiro (1988) | - Regresso por um Rio (1987) (Nova edição revista pelo autor, 2017) - Crime em Ponta Delgada (1989) - Morte no Estádio (1991) - As Duas Águas do Mar (1992) - Um Céu Demasiado Azul (1995) - Um Crime na Exposição (1998) - Um Crime Capital (2001) - Lourenço Marques (2002) [no Brasil publicado com o título A Luz do Índico']' - Longe de Manaus (2005) [Grande Prémio de Romance e Novela da Associação Portuguesa de Escritores] - A Poeira que cai sobre a Terra (2006) - O Mar em Casablanca (2009) - O Colecionador de Erva (2013) - A Poeira que Cai Sobre a Terra e Outras Histórias de Jaime Ramos (2016) - A Luz de Pequim (2019) [Prémio Fernando Namora 2020] [Prémio Pen Club de Narrativa 2020] - 99 cervejas + 1 ou Como Não Morrer de Sede no Inferno (2006) - A Dieta Ideal. Receitas Familiares e Saborosas (2015) - Algumas Distracções (2006) - Um Liberal à Moda Antiga (2008) - Dicionário de Coisas Práticas (2011) |

### Género Infantil
- Se Eu Fosse…Nacionalidades (Editora Booksmile, 2010)